# Serghei Covalciuc
Serghei Covalciuc (in russo Сергей Сергеевич Ковальчук?, Sergej Sergeevič Koval'čuk, in ucraino Сергій Сергійович Ковальчук?, Serhij Serhijovyč Koval'čuk; Odessa, 20 gennaio 1982) è un ex calciatore moldavo naturalizzato russo di origini ucraine.

## Biografia
È il fratello maggiore di Kyrylo Koval'čuk, anch'egli ex calciatore e suo compagno di squadra prima al Tom e successivamente al Čornomorec'.

## Caratteristiche tecniche
Giocava nel ruolo di ala, di centrale, di centrocampista offensivo o di seconda punta.

## Carriera
Prima di arrivare in Russia ha giocato nel Tiligul-Tiras Tiraspol, squadra moldava, e nel Karpaty Leopoli, squadra ucraina.
Nativo di Odessa, ma con cittadinanza sia moldava che transnistriana, nel 2007 ha rinunciato a esse per ricevere il passaporto russo e poter giocare più spesso con lo Spartak.
Il 15 febbraio 2010 firma un contratto di due anni con la squadra Tom Tomsk.

## Statistiche

### Presenze e reti nei club
| Stagione       | Squadra                | Campionato | Campionato | Campionato | Coppe nazionali | Coppe nazionali | Coppe nazionali | Coppe continentali | Coppe continentali | Coppe continentali | Totale | Totale |
| Stagione       | Squadra                | Comp       | Pres       | Reti       | Comp            | Pres            | Reti            | Comp               | Pres               | Reti               | Pres   | Reti   |
| -------------- | ---------------------- | ---------- | ---------- | ---------- | --------------- | --------------- | --------------- | ------------------ | ------------------ | ------------------ | ------ | ------ |
| 1998-1999      | Tiligul-Tiras Tiraspol | DN         | 6          | 0          | ?               | ?               | ?               | ?                  | ?                  | ?                  | 6+     | 0+     |
| 1999-2000      | Tiligul-Tiras Tiraspol | DN         | 31         | 0          | ?               | ?               | ?               | ?                  | ?                  | ?                  | 31+    | 0+     |
| 2000-2001      | Tiligul-Tiras Tiraspol | DN         | 26         | 2          | ?               | ?               | ?               | ?                  | ?                  | ?                  | 26+    | 2+     |
| 2001-gen. 2002 | Tiligul-Tiras Tiraspol | DN         | 14         | 3          | ?               | ?               | ?               | ?                  | ?                  | ?                  | 14+    | 3+     |
| gen.-giu. 2002 | Karpaty                | VL         | 13         | 0          | ?               | ?               | ?               | ?                  | ?                  | ?                  | 13+    | 0+     |
| 2002-2003      | Karpaty                | VL         | 29         | 3          | ?               | ?               | ?               | ?                  | ?                  | ?                  | 29+    | 3+     |
| 2003-2004      | Karpaty                | LV         | 30         | 1          | ?               | ?               | ?               | ?                  | ?                  | ?                  | 30+    | 1+     |
| 2004           | Spartak Mosca          | PL         | 11         | 0          | ?               | ?               | ?               | ?                  | ?                  | ?                  | 11+    | 0+     |
| 2005           | Spartak Mosca          | PL         | 21         | 2          | ?               | ?               | ?               | ?                  | ?                  | ?                  | 21+    | 2+     |
| 2006           | Spartak Mosca          | PL         | 23         | 0          | ?               | ?               | ?               | ?                  | ?                  | ?                  | 23+    | 0+     |
| 2007           | Spartak Mosca          | PL         | 2          | 0          | ?               | ?               | ?               | ?                  | ?                  | ?                  | 2+     | 0+     |
| 2008           | Spartak Mosca          | PL         | 17         | 0          | ?               | ?               | ?               | ?                  | ?                  | ?                  | 17+    | 0+     |
| 2009           | Spartak Mosca          | PL         | 16         | 0          | ?               | ?               | ?               | ?                  | ?                  | ?                  | 16+    | 0+     |